# João I de Debar
João de Debar (búlgaro: Йоан Дебърски, translit.: Yoan Debarski; Séc. X, Império Búlgaro - 1037, Império Bizantino) foi um sacerdote búlgaro e primeiro Arcebispo de Ocrida.

## Biografia
De acordo com o historiador francês Charles Ducange, João nasceu em uma aldeia perto da cidade de Debar (agora na Macedônia do Norte). Foi abade do mosteiro da Santa Mãe de Deus em Debar. Em 1018, ele se tornou o primeiro Arcebispo de Ocrida após a abolição da Igreja Ortodoxa Búlgara autocéfala e o estabelecimento da Arquidiocese de Ocrida. Ele permaneceu chefe do arcebispado até sua morte em 1037.
Segundo alguns pesquisadores, pode ser identificado com o último Patriarca búlgaro, Davi.
Segundo Marin Drinov (considerada polêmica), ele encomendou a tradução para o eslavo das vidas de Antônio, o Grande e Pancrácio da Tauromênia.